# Hedwig Haß
Hedwig Wilhelmine Haß (Fechenheim, 28 de julio de 1902-Bad Waldsee, 2 de enero de 1992) fue una deportista alemana que compitió en esgrima, especialista en la modalidad de florete. Ganó cinco medallas en el Campeonato Mundial de Esgrima entre los años 1934 y 1937.

## Palmarés internacional
| Campeonato Mundial | Campeonato Mundial | Campeonato Mundial | Campeonato Mundial  |
| Año                | Lugar              | Medalla            | Prueba              |
| ------------------ | ------------------ | ------------------ | ------------------- |
| 1934               | Varsovia (Polonia) | Medalla de plata   | Florete por equipos |
| 1934               | Varsovia (Polonia) | Medalla de bronce  | Florete individual  |
| 1935               | Lausana (Suiza)    | Medalla de bronce  | Florete por equipos |
| 1936               | San Remo (Italia)  | Medalla de oro     | Florete por equipos |
| 1937               | París (Francia)    | Medalla de plata   | Florete por equipos |